# Bandari Football Club
El Bandari FC es un equipo de fútbol de Kenia que juega en la Liga Keniana de Fútbol, la primera división de fútbol en el país.

## Historia
Fue fundado en el año 1985 en la ciudad de Mombasa a raíz de la fusión de los equipos Cargo FC y Kenya Ports Authority y jugó en la máxima categoría hasta su descenso en el año 1997, y dos años después desapareció.

### Refundación
En el año 2004 el club es refundado y rápidamente el club escaló posiciones desde la liga amateur y retornó a la máxima categoría y en la temporada 2015 gana la Copa de Kenia por primera vez.

## Palmarés
- Copa de Kenia: 2

2015, 2019

## Participación en competiciones de la CAF
| Temporada | Torneo                       | Ronda      | Club              | Casa | Visita | Global  |
| --------- | ---------------------------- | ---------- | ----------------- | ---- | ------ | ------- |
| 2016      | Copa Confederación de la CAF | Preliminar | Saint Eloi Lupopo | 1-1  | 0-2    | 1-3     |
| 2019/20   | Copa Confederación de la CAF | Preliminar | Al-Ahly Shendi    | 0-0  | 1-1    | 1-1 (a) |
| 2019/20   | Copa Confederación de la CAF | 1          | US Ben Guerdane   | 2-0  | 1-2    | 3-2     |
| 2019/20   | Copa Confederación de la CAF | Playoff    | Horoya AC         | 0-1  | 2-4    | 2-5     |

## Entrenadores
- Cassa Mbungo (enero de 2021–febrero de 2022)[5][6]
- Anthony Kimani (interino- febrero de 2022–agosto de 2022/agosto de 2022–mayo de 2023)[6][7][8]
- Twahir Muhiddin (mayo de 2023–octubre de 2023)[8][2]
- John Baraza (interino- octubre de 2023–presente)[2]